# 原硅酸盐
在化学中，原硅酸盐是阴离子 SiO4−
4及它所形成的盐类和酯类。它是其中一种硅酸盐阴离子。它也被称为四氧化硅阴离子。
原硅酸盐，如：原硅酸钠是稳定的，在硅酸盐矿物中广泛存在。橄榄石，成分为原硅酸镁和原硅酸亚铁，是上层地幔的主要矿物。
原硅酸根是一种强碱，是非常弱的酸原硅酸 H
4SiO
4（pKa2 = 13.2 当 25 °C时）的共轭碱。 由于原硅酸容易分解成水合二氧化硅，因此很难研究这种平衡。 

## 结构
原硅酸根有着正四面体型结构，由硅原子被四个氧原子环绕而成。
在这个离子里，每个氧原子都携带一价的负电荷。其中的 Si–O 键的键长为 162 pm 。
在有机原硅酸盐，又称原硅酸酯如：四甲氧基硅烷的原硅酸根中的氧原子是中性的，各自形成一个共价键以连接烃基。

## 用处
铕掺杂的原硅酸钡（Ba2SiO4）是绿色发光二极管（LED）中常用的磷光体。 蓝色发光二极管里的磷光体则是锶掺杂的原硅酸钡。原硅酸钡是真空管中阴极中毒的主要原因。 

## 有机化学
尽管原硅酸盐在无机化合物和地球化学里广泛存在，不过原硅酸酯却很少。有两个很重要的原硅酸酯可用于有机合成：四乙氧基硅烷，简称TEOS，用于连接聚合物，在制造气凝胶中尤其重要。四甲氧基硅烷，简称TMOS，可以用作TEOS的替代品，也可以用作试剂。TEOS的用处比TMOS更广泛，因为TMOS分解是会产生大量有毒的甲醇。吸入TMOS可能导致二氧化硅在肺部积聚，形成硅肺病。